# UNIVAC 1103

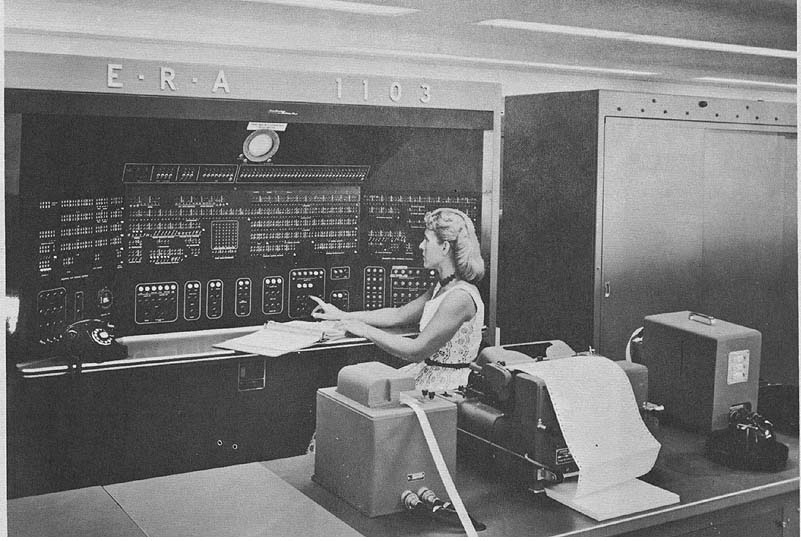
UNIVAC 1103 bei Lockheed

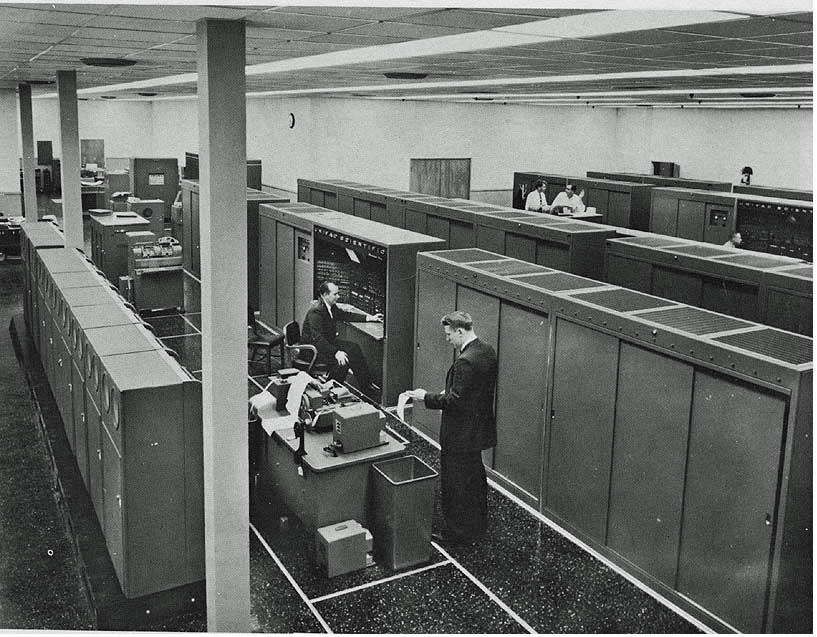
UNIVAC 1103 beim NASA Lewis Research Center

Die UNIVAC 1103, auch ERA 1103 und ATLAS II genannt, war ein UNIVAC-Computersystem, das von Engineering Research Associates (ERA) entworfen und durch Remington Rand 1953 gebaut wurde. Unter anderem wurde die UNIVAC 1103 von Seymour Cray konzipiert.
Remington Rand wusste bis 1953 nicht, dass die Maschine überhaupt entwickelt wurde. Die UNIVAC 1103 wurde unter Geheimhaltung für die NSA unter dem Codenamen Atlas II entworfen und 1952 ausgeliefert. Da das Management von Remington Rand nicht über eine genügend hohe Sicherheitsklassifikation verfügte, wussten nur die direkt involvierten Personen über die Existenz dieses Rechners. 1953 erlaubte die NSA, dass die Maschine kommerzialisiert werden durfte, unter der Bedingung, einige spezielle Anweisungen aus der Rechenmaschine zu entfernen. Remington Rand veröffentlichte die Maschine 1953 unter dem Namen UNIVAC 1103.
Innerhalb kurzer Zeit gingen Bestellungen von Boeing, Lockheed, NASA und White Sands Missile Range ein. Remington Rand hatte aber Schwierigkeiten bei der Umstellung auf die Massenproduktion, und alle Aufträge wurden zu spät abgeschlossen.
Die Maschine wurde mit folgender Software ausgeliefert:
- RECO – Assembler-System von Remington Rand
- RAWOOP und SNAP – Assembler-System und Gleitkommazahl-Interpreter von der Ramo-Wooldridge Corporation
- FLIP – Gleitkommazahl-Interpreter von der Consolidated Vultee Aircraft Corporation
- CHIP – Gleitkommazahl-Interpreter von Wright Field